# نسلیهان دمیر
نسلیهان دمیر (به انگلیسی: Neslihan Demir) (زاده ۹ دسامبر ۱۹۸۳) بازیکن و ستاره تیم ملی والیبال زنان ترکیه است.
دمیر از بزرگترین اسپکرهای جهان به شمار می‌رود.

## ملی
دمیر تا به حال جوایز زیادی را در رده ملی کسب کرده است که می‌توان به ۲ مدال نقره لیگ اروپا و مدال برنز لیگ جهانی و سه مدال جام دیترانه‌ای اشاره نمود.

## فردی
او سه دوره با ارزش‌ترین بازیکن لیگ اروپا شده است و سه دوره بهترین دریافت کننده لیگ قهرمانان INDESIT شده است.

## ورزشکار ملی
دمیر در سال‌های ۲۰۰۳، ۲۰۰۴، و ۲۰۰۶ توسط روزنامه‌های صبح ترکیه به‌عنوان ورزشکار ملی ترکیه برگزیده شد.